# Thor Girl
Tarene Olson, alias Thor Girl est une super-héroïne évoluant dans l'univers Marvel de la maison d'édition Marvel Comics. Créé par le scénariste Dan Jurgens et le dessinateur John Romita, Jr., le personnage de fiction apparaît pour la première fois dans le comic book Thor (vol. 2) #22 en avril 2000.
De fin 2006 à fin 2008, le scénariste Dan Slott utilise le personnage dans ses histoires sur le projet Initiative. Lors de Secret Invasion, il est révélé que le personnage était durant cette période un Skrull.

## Biographie du personnage
Tarene est une extraterrestre aux grands pouvoirs cosmiques qui, après avoir vu les exploits du dieu Thor décide de se transformer en une déesse Asgardienne équipée d'un marteau comme son modèle. Elle devient l'alliée du dieu du tonnerre et prend le nom de Thor Girl ainsi que le nom civil de « Tara » Olson, cousine de Jake Olson.
Avec Thor, elle affronte Gladiator, Loki et Surtur. Contre ce dernier adversaire, elle dépense toute son énergie cosmique et il ne lui reste que ses pouvoirs en tant que Thor Girl.
Lors de la création du projet Initiative, elle devient une des premières recrues du camp Hammond. Avec les membres de l'Initiative, elle affronte Hulk revenu de l'espace. Ils sont mis en déroute. L'Initiative de l'Ombre doit intervenir pour les libérer. Au cours du sauvetage, Trauma se transforme en Thor ce qui impressionne fortement Tarene. La jeune femme tombe amoureuse de lui et risque sa vie lorsqu'il est attaqué par le villain KIA. Il est révélé plus tard que durant cette période, il s'agissait d'un imposteur Skrull. Détenue par les Skrulls, Tarene retrouve la liberté et participe à des groupes de soutien d'anciens kidnappés. La jeune femme ne ressent rien pour Trauma.
Lorsque Tarene est contactée pour faire partie de la Nouvelle Initiative mené par Ritchie Gilmore / Prodigy, elle reprend du service en tant que super-héroïne aux côtés de Cloud 9, Hardball, Komodo, Ultra Girl, Gravity et Firestar. L'équipe enquête sur les marteaux tombés du ciel et qui transforment ceux qui s'en emparent. À cause de son arme, un policier la considère comme un agresseur et lui tire dessus. Thor Girl se défend, en repoussant les balles avec son marteau, elle tue accidentellement l'officier,,. Prodigy ordonne à Thor Girl de se rendre et elle est emprisonnée,.

## Pouvoirs, capacités et équipement
À l'instar du dieu du tonnerre, Thor Girl emploie un marteau mystique doré, qu'elle utilise comme une masse d'arme ou une arme de jet contre ses ennemis. Comme Mjöllnir, le marteau revient automatiquement dans sa main après avoir été projeté et touché sa cible. Elle l'utilise également pour générer des décharges d’énergie, contrôler le climat et voler. En le frappant contre une surface dure, Tarene peut changer d’apparence, passant à sa forme de Tara Olson à celle de Thor Girl ou vice-versa. Son marteau permet de franchir des barrières dimensionnelles, telle que celle qui sépare la Terre d'Asgard.